# Кубок Гордона Беннетта (автомобили)
Кубок Гордона Беннетта — автомобильные соревнования на приз, учреждённый Гордоном Беннеттом, владельцем газеты New York Herald. Заезды проходили в Европе с 1900 по 1905 годы.
В 1899 году Гордон Беннетт предложил Automobile Club de France (ACF) организовать ежегодные международные гонки на учреждённый им приз. До 1905 года соревнования проводились ежегодно, после чего ACF организовала первый заезд на автомобильный гран-при (фр. Grand Prix automobile de France).

## Условия соревнований
В Кубке Гордона Беннетта участвовали пилоты из разных стран Европы, в том числе Анри Фарман, будущий французский авиатор, и США, в том числе Александр Уинтон на автомобиле своей конструкции. По правилам соревнований следующие гонки проводились в стране победителя предыдущих. Кубок Беннетта 1903 года был разыгран в Ирландии, так как в Великобритании автомобильные гонки были запрещены.
Поскольку соревновались команды разных стран, было принято решение выбрать для каждой страны свой цвет. Во время соревнований в Ирландии британская команда впервые выступала в зелёном цвете (в качестве признательности к принимавшей их стране), который стал для неё традиционным (см. British Racing Green).

## Обладатели Кубка Гордона Беннетта
| Год  | Трасса                               | Победитель     | Автомобиль      | Страна         |
| ---- | ------------------------------------ | -------------- | --------------- | -------------- |
| 1900 | Париж — Лион (Франция)               | Фернан Шарон   | Panhard         | Франция        |
| 1901 | Париж — Бордо (Франция)              | Леонс Жирардо  | Panhard         | Франция        |
| 1902 | Париж (Франция) — Иннсбрук (Австрия) | Селвин Эдж     | Napier          | Великобритания |
| 1903 | Атай (Ирландия)                      | Камиль Женатзи | Mercedes        | Германия       |
| 1904 | Горы Таунус (Германия)               | Леон Тери      | Richard-Brasier | Франция        |
| 1905 | Клермон-Ферран, Франция              | Леон Тери      | Richard-Brasier | Франция        |